# 西欽齊
48°52′10″N 26°50′19″E / 48.86944°N 26.83861°E
西欽齊（烏克蘭語：Січинці）是位於烏克蘭西部赫梅利尼茨基州裏卡緬涅茨-波多利斯基區的杜納伊夫齊市鎮的村莊，始建於1521年，面積1.71平方公里，海拔高度276米，2024年人口818，人口密度每平方公里548.6人。